# Odontaspis ferox
Odontaspis ferox је врста ајкуле из породице Odontaspididae, са расутим популацијама, али распрострањена широм света у тропским и топлим умереним водама. Обично настањују дубоководна каменита станишта, мада се повремено могу срести и у плиткој води, а познато је да се враћају на исто место из године у годину. Ова ретка врста често се меша са много чешћом ајкулом Carcharias taurus од које се може разликовати по првом дорзалном перају које је много веће од другог и која је постављено даље на телу. Расте до најмање 4,1 метар у дужину. 
Врло се мало зна о биологији и понашању ове ајкуле. Активни је предатор бентосних кошљориба, бескичмењака и хрскавичавих риба. Сматра се да је ова врста ововивипарна са оофагичним ембрионима, слично као и друге ајкуле. Упркос њеној позамашној величини и изгледу, ова је ајкула безазлена и до данас није забележено да се агресивно понашала према људима. Постоји забринутост да се број јединки смањује због људских активности на Средоземљу и другде, мада постојећи подаци нису довољни за потпуну процену стања очувања ове врсте. 

## Таксономија и филогенија
Ову врсту је 1810. године италијанско-француски натуралиста Антоан Рисо првобитно описао као Squalus ferox, а опис је засновао на узорку из Нице  у Француској. Године 1950. Гилберт Перси Вајтли описао је O. herbsti на основу аустралијских узорака, раздвајајући је од O. ferox на основу зуба и недостатка шара на телу. Леонард Компањо је ове две врсте посматрао као синоним 1984. године, пошто су накнадно откривени пацифички примерци учинили Вајтлијеве напомене за разликовање ове две врсте постале нејасне. Специјски епитет ferox представља латинску реч за "жесток". Друга уобичајена имена ове морске псе су плава морска ајкула, жестока ајкула, Хербстова ајкула и пешчана тиграста ајкула.  
Филогенетска студија заснована на митохондријалној ДНК, коју су спровели Нејлор и његови сарадници 1997. године сугерише да су ова врста и њој сродна O. noronhai ближе повезане са групом Alopiidae него са ајкулом Carcharias taurus, са којом су доста сличне у погледу спољашњег изгледа. Ако се ови резултати испоставе као тачни, то би довело до закључка да су сличности ове врсте и ајкуле Carcharias taurus настале као резултат конвергентне еволуције. Фосилни зуби који припадају овој ајкули потичу из периода плиоцена пре 5,3 до 3,6 милиона година из Италије и Венецуеле. 

## Опис
Има гломазно тело са дугом, благо спљоштеном њушком. Очи су средње величине, са великим, округлим зеницама (за разлику од уских очију које имају њој сродне ајкуле) и немају заштитну мембрану. 
Уста су велика и испуњена испупченим зубима. Сваки зуб има уски, високи средишњи ширак са још два или три пара бочних шиљака. Отприлике 48 до 56 редова зуба налази се у горњој вилици, а 36 до 46 редова зуба у доњој вилици; предњи велики зуби у горњој вилици одвојени су од бочних зуба са два до пет средњих зуба. 
Пераја су широка и и зашиљена на врху. Прво дорзално пераје веће је од другог и смештено је ближе прсним перајама од карличних пераја. Каудално пераје је асиметрично, горњи режањ је много дужи од доњег. Ова ајкула је претежно сиве до сиво-смеђе боје одозго, а одоздо светла. Јувенилне јединке су једноличне боје са тамнијим ивицама пераја, док одрасле јединке често имају тамне флеке или мрље које се разликују по обрасцу, величини и густини. Изгледа да се и боја разликује зависно од региона у ком јединка живи, при чему јединке са Средоземља имају већи број шара. Ова ајкула достиже максималну дужину од 4,1 метар и максималну тежину од 289 килограма. Постоје непотврђени извештаји о много већим јединкама са острва Малпело крај Колумбије.
- Ова ајкула има неједнака леђна пераја
- Чељусти
- Централни део доње вилице
- Централни део горње вилице
- Бочни зуби

## Распрострањеност и станиште
Ареал ове ајкуле простире се на раштрканим локацијама широм света, што указује на могућу циркумтропску распрострањеност. У источном Атлантском океану среће се од Бискајског залива на југу до Марока, укључујући Средоземно море, Азоре и Канарска Острва. У западном Атлантику она настањује подручја од Северне Каролине и Флориде (САД), преко полуострва Јукатан (Мексико) до Фернанда де Нороња (Бразил). Јавља се широм Индијског океана, од Јужне Африке, Мадагаскара и Танзаније на западу до Малдива и југозападног Индијског гребена на истоку. У северном Тихом океану је има око Јапана, Хаваја, Калифорније и Колумбије, а у јужном Тихом океану живи око Нове Каледоније, источне Аустралије и Новог Зеланда. На Новом Зеланду се ова врста може наћи код обала Великог залива, Њу Плимута и залива Хокс. Такође је примећена у близини острва Раул.  
Обично се сматра дубоководном врстом и може се наћи и на дубинама до 880 метара. Претежно живи близу дна прекривеног шљунком или камењем и то у областима континенталног прага и горњих континенталних падина, као и око подморских гребена и планина. Ова врста ајкуле се може наћи и у близини каменитих или коралних гребена, као и у горњим слојевима отвореног океана. У Средоземљу се јавља на дубинама мањим од 250 метара, укључујући и дубинае доступне рониоцима. Виђена је како плива преко пешчаних дина на острву Кокоса и на острву Фернандо де Нороња. Распон температуре воде у којој ова врста обитава креће се од 6 до 20°C; у топлијим климама углавном борави испод термоклина у хладнијој води.  

## Биологија и екологија
Ова врста је ајкула која може пливати дуго и која се може срести појединачно или у скупинама до пет јединки. Студије показују да ова врста може прећи велике удаљености у океанским водама дуж подводних гребена или „прескакати“ подводне планине. Има веома велику, масну јетру, што јој омогућава да одржава у воденом стубу уз минимални напор. На локацији званој "Ајкулин тачка" у Бејруту у Либан, мале групе ових ајкула појављују се сваког лета на каменитим гребена на дубини од 30 до 45 метара. Исте јединке су документоване како се враћају на ово место из године у годину. Сврха овог окупљања и повратка није позната, па се нагађа да има везе са парењем. Када су суочене са претњом, ове ајкуле су застају, отварају уста, окрећу се и врте репом према уоченој претњи.  
Одрасле јединке ове врсте немају познатих непријатеља, иако их повремено могу ујести ајкуле врсте Isistius brasiliensis. Познати паразит који напада ову ајкулу је пантљичара Lithobothrium gracile који инфицира њен цревни систем. Леш женке дугачке 3,7 метара пронађен у Фуертевентури на Канарским острвима садржао је бројне јегуље из врсте Simenchelys parasitica унутар њеног срца, телесне шупљине и мишића леђа. Није познато да ли су јегуље допринеле смрти ове јединке.

### Исхрана
У поређењу са Carcharias taurus, дентиција ове врсте је мање робусна и нема специјализоване зубе за резање и дробљење, што сугерише на то да има тенденцију да се бори са мањим пленом. Исхрана се састоји од кошљориба попут оних из рода Sebastes, бескичмењака попут лигњи, шкампа и евентуално морских мокрица, као и од хрскавичавих риба, укључујући раже и химере. Највећи забележени плев ове врсте јесте ајкула Dalatias licha дуга 1,3 метра, која је пронађена у стомаку мужјака дугог 2,9 метара у Новој Каледонији.

### Размножавање
До данас није пронађена трудна ова ајкула; претпоставља се да је, као и већина других ајкула, и ова врста ововивипарна. Вилавјенсио-Гарајсар је 1996. године описао 3,6 метара дугу женку из Калифорнијског залива, која је у свом десном јајнику имала неколико стотина јајашаца, што потврђује претпоставку да су ембриони оофагуси. Да ли се ембриони међусобно канибализују као код врсте Carcharias taurus, није познато. Величина при рођењу процењује се на 1,0 до 1,1 метар. Уз неколико забележених изузетака, јувенилне јединке живе у дубокој води, а само одрасле јединке су присутне на дубини до 200 метара; разлог за ово је можда смањени број предатора који лови младе јединке а који су бројнији у плићим водама, међу којима је и велика бела ајкула. Мужјаци сазревају на дужини од 2,0 до 2,5 метара, а женке када достигну дужину од 3,0 до 3,5 метара. Слаби ожиљци који се виде код неких јединки могу бити повезани са удварањем.  

## Интеракција са људима
Сусрети с рониоцима показали су да су, упркос својој величини, ове ајкуле питоме и не реагују агресивно чак ни када им се љеуди приближе. Ова врста се често лови случајно заједно са другим рибама, а већина таквих улова дешава се на Средоземљу и око Јапана. Обично се одбацује када се ухвати, осим у Јапану, где се месо конзумира (иако се сматра веома инфериорним у односу на сиву морску ајкулу) и користи се уље њене јетре. Пераја, вилице и хрскавица су такође вредни.  
Открића ове ајкуле у плиткој води почетком 1970-их изазвала су хитну бригу о очувању, јер је ова врста очигледно подложнија људским активностима него што се раније веровало. Тренутно су подаци недовољни да Међународна унија за заштиту природе процени светски статус заштите ове врсте. У аустралијским водама је процењена као рањива, с обзиром на то да је дошло до пада од преко 50% у улову око Новог Јужног Велса од 1970-их. У јуну 2018. године, Одељење за заштиту Новог Зеланда је, у оквиру Новозеландског система класификације претњи, класификовало ову ајкулу као врсту "под ризиком - недовољно честа у природи", са појашњењем да је угрожена и у другим деловима ареала.
Верује се да је популација ове врсте у Средоземљу опала и то због комбинације деградације станишта, прекомерног лова, загађења и узнемиравања од стране људи. Аустралијска влада је ову врсту заштитила још 1984. године, а исте године је заштитила и њој сродну сиву ајкулу (која је у аустралијским водама десеткована), све у циљу спречавања да људи случајно улове јединку једне врсте помешавши је са другом. Међутим, показало се да се ови прописи тешко спроводе. 